# 雪肌精
雪肌精（せっきせい）はコーセーの看板商品である美白化粧品。和漢植物エキスの配合を謳い文句とし、青いボトルがトレードマークになっている。1985年の販売開始以来、処方やボトルデザインを変更することなく製造・販売され続けているロングセラーブランドである。
コーセーとしては中価格帯商品に属し、ドラッグストアでの販売が目立つ。日本のみならず主に東アジアから東南アジアにかけて広く商品展開を行っており、特に中国では漢字三文字という親しみやすい商品名もあって人気が高く、2010年代には日本での中国人爆買いの代名詞になった。2019年時点で累計6000万本を売り上げている。

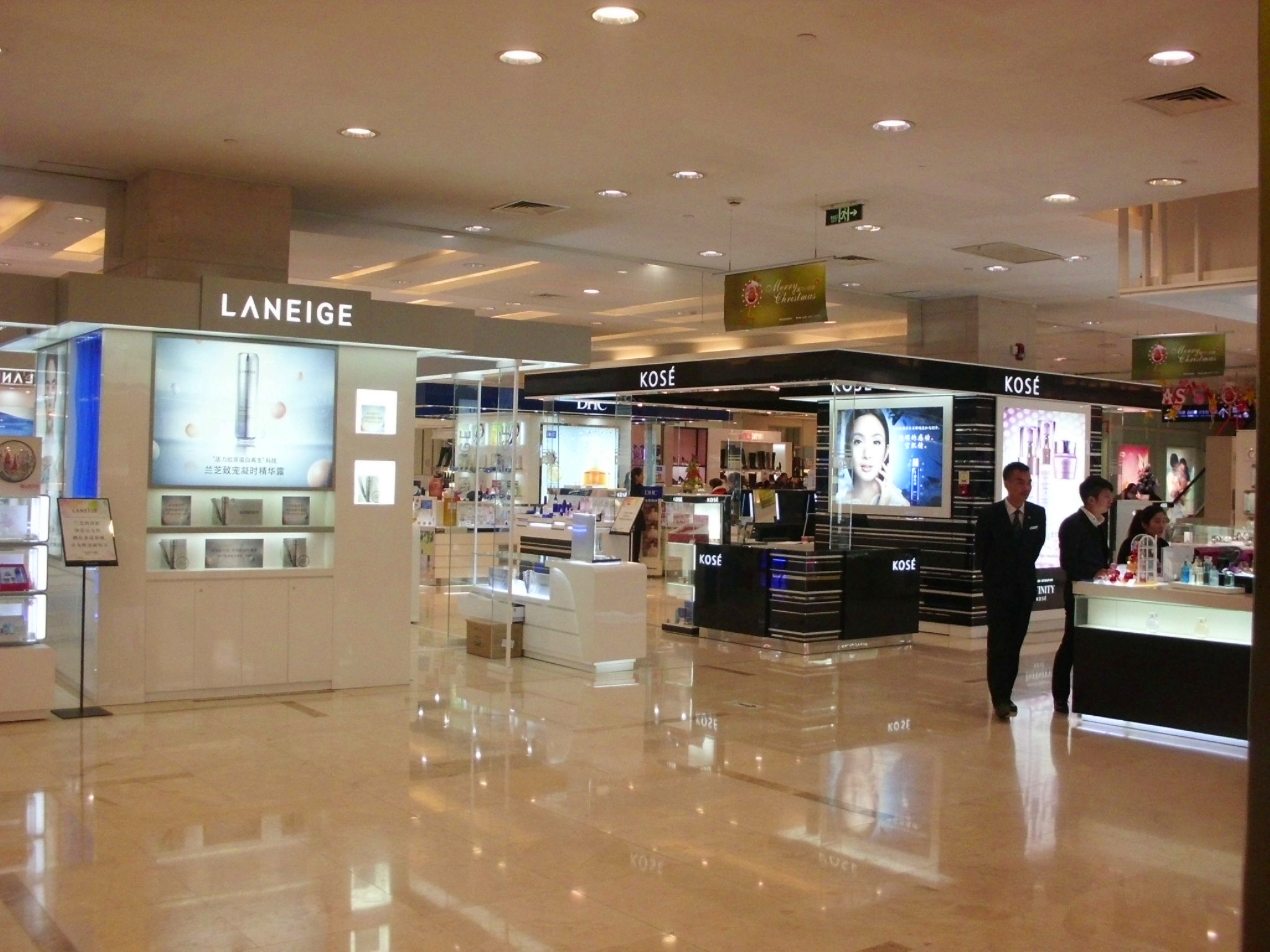
ショップ（デパート）
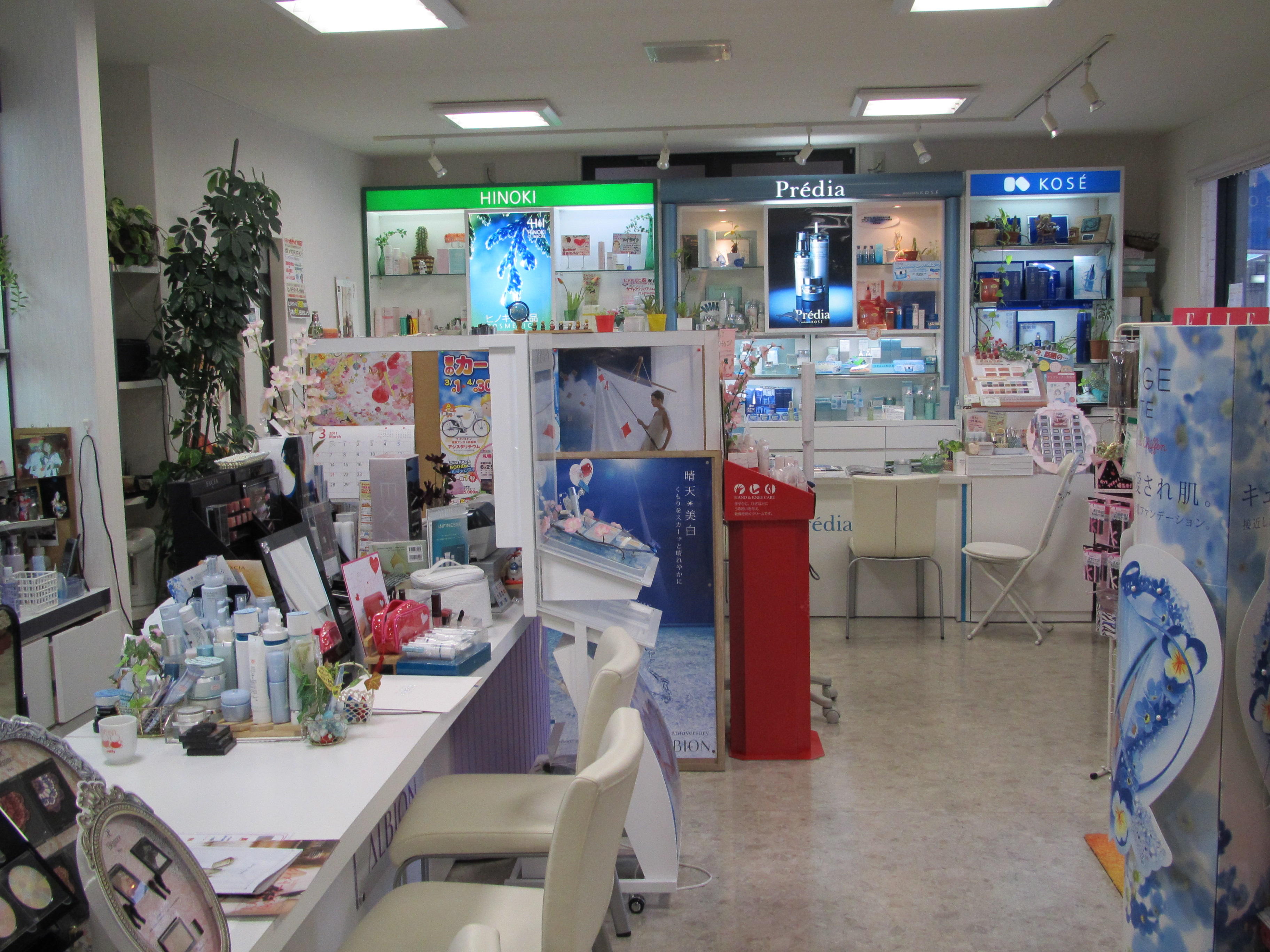
店舗ディスプレイ
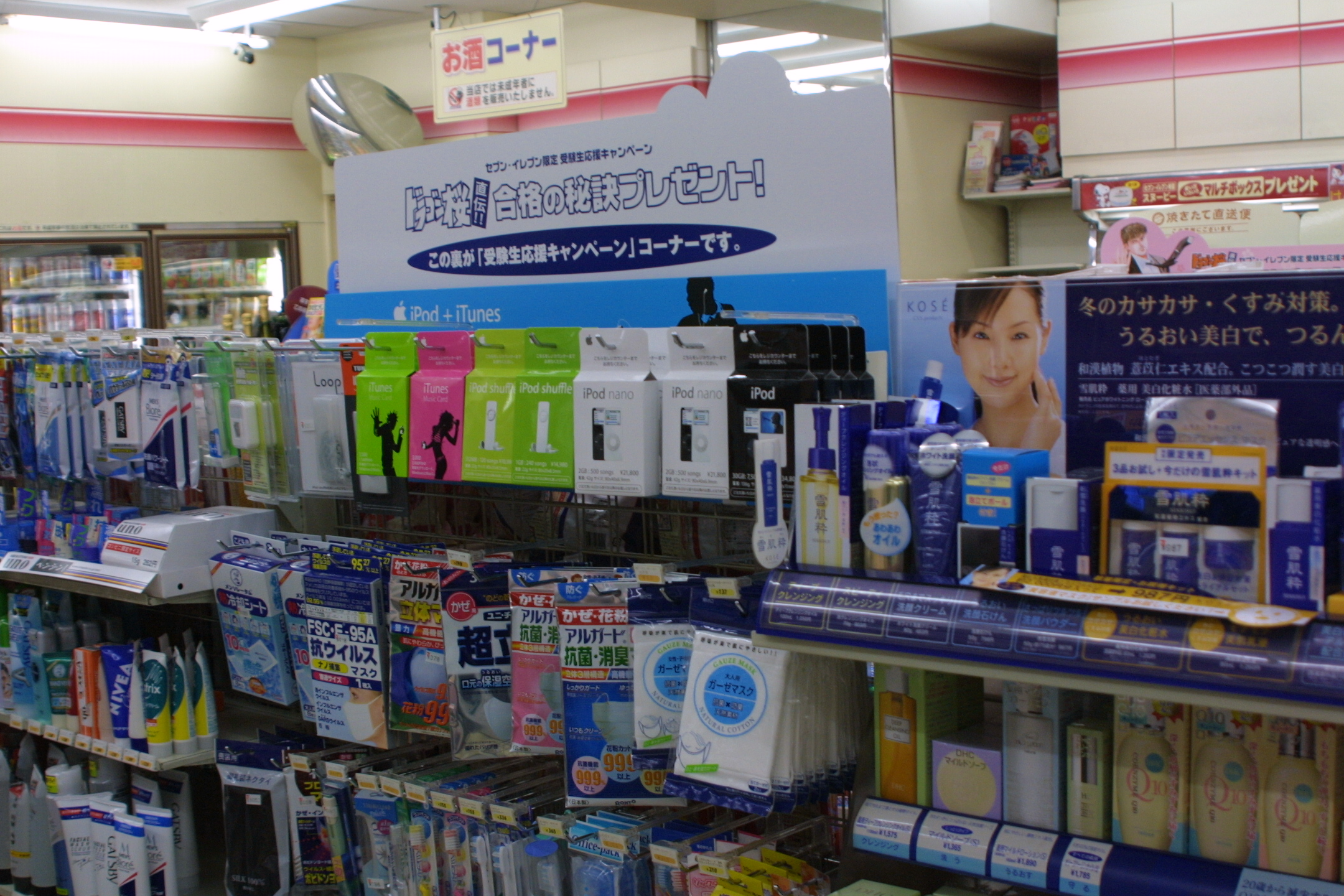
商品ディスプレイ
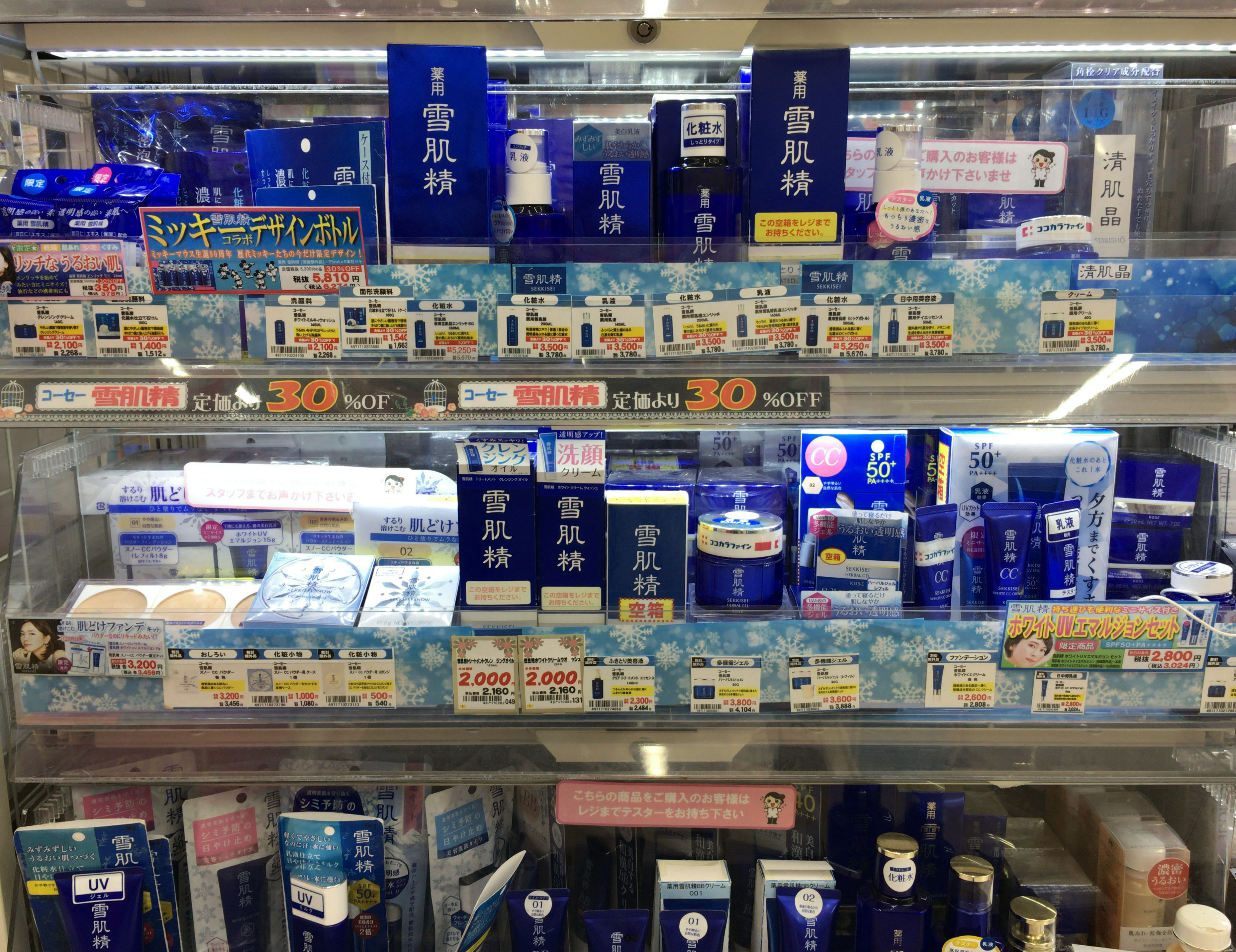

## ラインナップ
2023年時点で、次のような商品ラインナップがある。
- 雪肌精シリーズ
  - 雪肌精 みやび
  - 雪肌精 みやび【MYV】
  - 雪肌精 クリアウェルネス
  - 薬用 雪肌精
  - 薬用 雪肌精 エンリッチ
  - 薬用 雪肌精 乳液
  - 薬用 雪肌精 乳液 エンリッチ
  - 雪肌精 ホワイト UV エマルジョン
  - 雪肌精 ハーバル ジェル
  - 薬用 雪肌精 ハーバル エステ
  - 薬用 雪肌精 クリーム
  - 薬用 雪肌精 デイ エッセンス
  - 雪肌精 アイ クリーム N
  - 雪肌精 ホワイト UV ミルク
  - 雪肌精 ホワイト UV ジェル
  - 雪肌精 ホワイト クリーム ウォッシュ
  - 雪肌精 化粧水仕立て 石けん
  - 雪肌精 ホワイト パウダー ウォッシュ
  - 雪肌精 ホワイト ミルキィ ウォッシュ
  - 雪肌精 トリートメント クレンジング オイル
  - 雪肌精 クレンジング クリーム
  - 雪肌精 スノー CC パウダー
  - 雪肌精 ホワイト CC クリーム
  - 雪肌精 ホワイト BB クリーム
  - 雪肌精 ホワイト BB クリーム モイスト
  - 雪肌精 粉雪パウダー
  - 雪肌精 ハトムギ パウダー
  - 雪肌精 クリア トリートメント エッセンス
  - 雪肌精 エッセンシャル スフレ
- 雪肌精エクセレント
  - 薬用 雪肌精 ローション エクセレント
  - 薬用 雪肌精 乳液 エクセレント
  - 薬用 雪肌精 リカバリー エッセンス エクセレント
  - 薬用 雪肌精 クリーム エクセレント

## イメージキャラクター
- 松嶋菜々子（2007年）[4]
- 新垣結衣（2012年）[6]
- 清原果耶（2019年）[7]
- 永野芽郁（2020年9月）[8][9]

## グローバルブランドミューズ
- 新垣結衣（2012年）[6][10]
- 羽生結弦（2019年）[2] [11]
- 大谷翔平（2023年2月）[12]
- Number_i（2024年11月）[13][14]